# Raditchevo
Raditchevo (en macédonien Радичево) est un village du sud-est de la Macédoine du Nord, situé dans la municipalité de Vasilevo. Le village comptait 590 habitants en 2002.

## Démographie
Lors du recensement de 2002, le village comptait :
- Macédoniens : 575
- Turcs : 12
- Serbes : 2
- Valaques : 1